# Le Vieil-Évreux
Le Vieil-Évreux é uma comuna francesa na região administrativa da Normandia, no departamento de Eure. Estende-se por uma área de 11,52 km². Em 2010 a comuna tinha 843 habitantes (densidade: 73,2 hab./km²).